# Nordic United FC
Nordic United FC ist ein schwedischer Fußballverein aus dem südwestlich der Hauptstadt Stockholm gelegenen Södertälje.

## Geschichte
Der Verein wurde 2004 als Assyriska FF Babylon gegründet. Zwei Jahre später erfolgte die erste Umbenennung in Södertälje FC. 2010 wurde der Name in Assyriska United IK geändert. Im Jahr 2013 übernahm der Verein die Jugendmannschaft des Ortsrivalen Assyriska FF namens Assyriska Botkyrka und ging eine Kooperation mit Södertälje FK als Södertälje FK/Assyriska United IK ein. Bereits nach einem Jahr wurde die Verbindung wieder gelöst.
Zwischen 2019 und 2022 gelang der Aufstieg von der sechstklassigen Division 4 bis in die drittklassige Division 1. Nach zwei weiteren Namensänderungen im Jahr 2020 in United IK und später in United IK Nordic erhielt der Klub 2022 seinen jetzigen Namen.
Nach dem Aufstieg in die Division 1 Norra belegte der Nordic United FC auf Anhieb den zweiten Platz, der zur Teilnahme an den Relegationsspielen gegen den 14. der Superettan 2023, Örgryte IS, um den Aufstieg respektive den Verbleib in der Superettan berechtigte, unterlag jedoch in beiden Spielen mit 0:1.

## Trainer
- Hakan Bezgin[1] (2023–)